# Леонова Ганна Дмитрівна
Леонова Ганна Дмитрівна (20 грудня 1923, с. Бірки Зіньківського району Полтавської області — 14 червня 2008, м. Зіньків) — Почесний громадянин Зіньківщини. Освіта початкова. 1939 року закінчила курси трактористів при Бірківській МТС. До 1941 року працювала трактористкою. Із серпня 1941 по листопад 1943 року — трактористка Круглівської МТС Волгоградської області. Із листопада 1943 по січень 1978 року — трактористка Бірківської МТС та колгоспів «Більшовик», ім. Куйбишева.
Із 1 січня 1978 року — пенсіонерка. Проживала в м. Зіньків.
Указом Президії Верховної Ради СРСР за успіхи, досягнуті в збільшенні виробництва й заготівель соняшнику та інших технічних культур, 30 квітня 1966 року Леоновій Г. Д. присвоєне звання Героя Соціалістичної Праці.
Нагороджена орденом Трудового Червоного Прапора, орденом «Знак Пошани» та іншими відзнаками.